# Вавілов Володимир Федорович
Вавілов Володимир Федорович (рос. Вавилов Владимир Федорович; 5 травня 1925, Ленінград — 11 березня 1973, Ленінград) — російський музикант часів СРСР, майстер музичних інструментів, невизнаний композитор.

## Життєпис
Народився в робітничій родині. Музичну освіту почав опановувати в ранньому віці в Ленінградському Палаці піонерів (клас гітари), керівник — П. І. Ісаков. Пізніше перейшов у клас П. Ісакова в Музичну школу імені Н. А. Римского-Корсакова. Немолодий на ту пору Петро Іванович колись виступав акомпаніатором разом з зірками російської опери Леонідом Собіновим та Федіром Шаляпіним.
Володимир Вавілов став музикантом-виконавцем на семиструнній гітарі, але деякий час працював водночас на заводі механіком. 1949 року був створений дует двох гітаристів в складі Лева Андронова (шестиструнна гітара) та Володимира Вавілова (семиструнна гітара). Дует отримав срібну медаль на міжнародному конкурсі, що відбувся в межах Міжнародного фестивалю молоді та студентів в Москві 1957 року. З 1962 року дует розпався і концертну діяльність продовжив один.
Брав участь в концертах з такими відомими співаками доби, як Клавдія Шульженко (1906—1984) та Борис Штоколов (1930—2005).
Був ентузіастом в популяризації гітари і сприяв оприлюдненню в СРСР підручника (російською) «Школа игры на семиструнной гитаре» (Л. «Музыка», 1971, Общ. ред. А. Ашкенази; предисловие автора). Пізніше видання виходило в інших містах (наприклад, в місті Тюмень) під назвою (російською) «Начальный курс игры на семиструнной гитаре».
Був одружений, мав доньку Тетяну.

## Перший лютніст в СРСР
Серед серйозних зацікавлень Володимира Вавілова окрім гітари — лютня, музичний інструмент доби пізнього Середньовіччя і Відродження. Володимир Федорович був серед перших музикантів у СРСР, що поставив за мету відродити старовинний інструмент і музику тієї доби. Фахівці пізніше розглянули і дослідили музичний інструмент, створений Вавіловим і визнали його — гітарною лютнею. Але знайомство прихильників старовинної музики з лютневою музикою відбулось, коли в СРСР монопольна фірма «Мелодія» видала платівку під назвою «Лютневая музыка XVI—XVII веков» з п'єсами у виконанні В. Ф. Вавілова в супроводі органа, клавесина, валторни, гобоя, флейти.
Була на платівці відома англійська композиція «Зелені рукави» XVI століття. Інші твори були приписані різним авторам: Франческо Канова да Мілано, Джуліо Каччіні, Н. Нігрино. Так, автором «Канцони і танцю» був зазначений композитор й віртуоз-лютнист XVI століття Франческо да Мілано. Перша частина композиції, власне, «Канцона» пізніше стала музикою відомої пісні на слова Анрі Волохонського «Рай» («Город золотой»). Інша композиція з тією ж платівки, «Павана і Гальярда», автором якої був зазначений Вінченцо Галілей, стала мелодією ще однієї пісні на слова Анрі Волохонського, «Конь унёс любимого». Однак справжнім автором цих творів був В. Вавілов, який вдавався з певних причин до містифікації.
Платівка мала популярність і неодноразово передруковувалась, а її мелодії набули надзвичайної популярності, їх виконували на концертах, вони увійшли в кінофільми тощо.

## Смерть

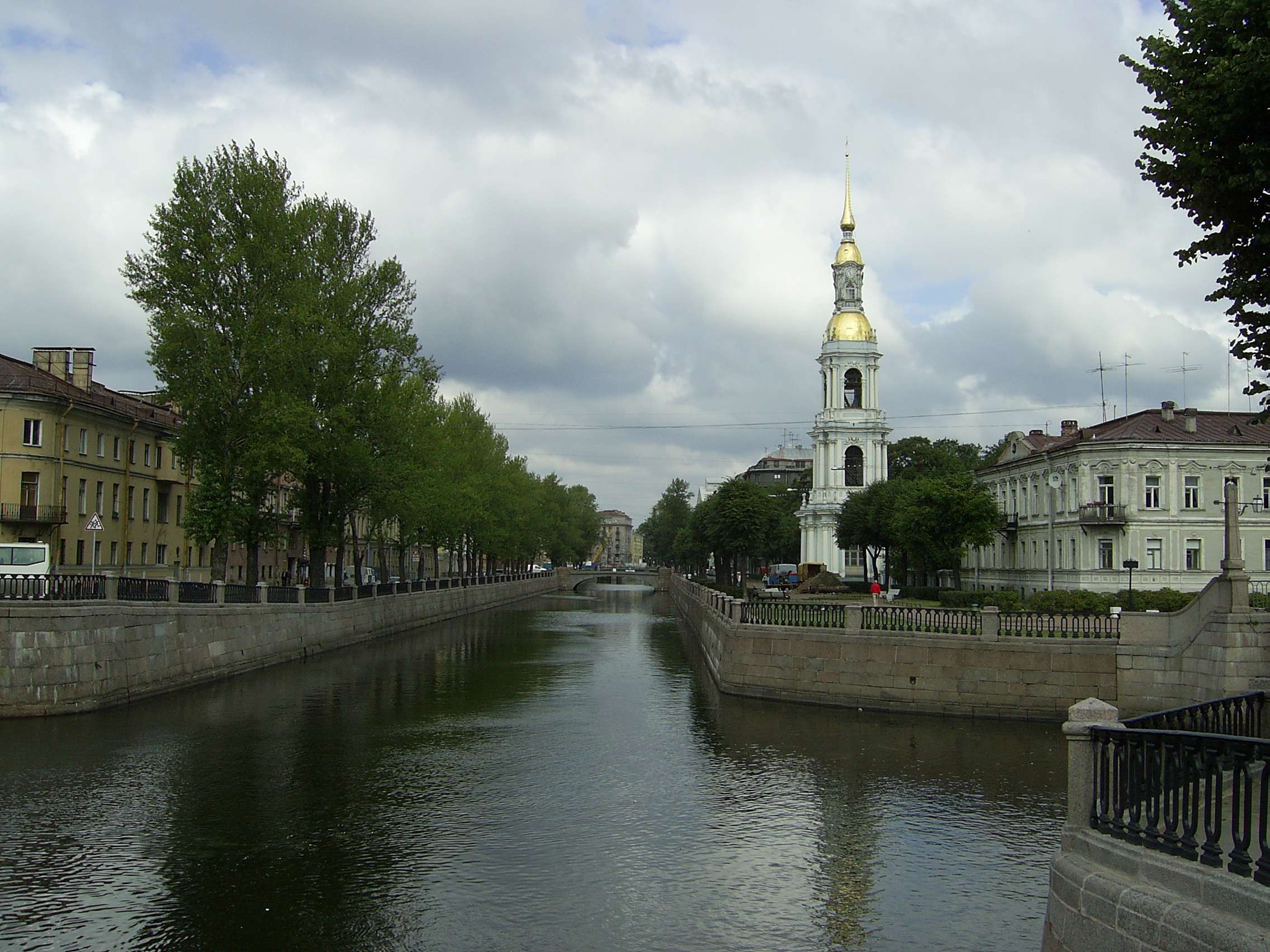
Крюков канал і дзвіниця Нікольського собору.

На п'ятому десятку життя захворів, діагноз — рак підшлункової залози. Провели операцію, але захворювання зайшло занадто далеко. Помер в Ленінграді 11 березня 1973 року. Панахида відбулася в Ніколо-Богоявленському морському соборі, що розташований на набережній Крюкова каналу. Поховання відбулося в місті Павловськ, Ленінградська область.

## Утаємничений композитор
Лише після смерті Володимира Федоровича виявилося, що він був ще і композитором. Всі, хто давав описи біографії музиканта, не загострювали уваги на тому, що він з 1952 року вивчав теорію музики та композицію під керівництвом композитора часів СРСР Йоганна Григоровича Адмоні (1906–1979). Але про це мало хто знав, бо ці уроки не вважалися фаховою освітою і в скрутних умовах СРСР не були достатніми для прав на композиторську діяльність.
Відкриття почалися після дослідження текстів і мелодій з грамплатівки «Лютнева музика XVI—XVII ст.» Дослідники творчості Франческо да Мілано, що працював лютністом в Ватикані, не знайшли в інвентарі творів митця жодного твору, схожого на той, що виконував В. Ф. Вавілов. Відомо, що твори Франческо да Мілано внесені в ватиканські протоколи, а перелік його творів був оприлюдненим. Ще більше нез'ясованого було з «Ave Maria» Джуліо Каччіні. Стилістичний аналіз мелодій дала одна музикознавиця, яка зазначила (російською): « … септаккорды по „золотой секвенции“, синкопы в басу, 7-я повышенная ступень в миноре, двойная доминанта… Такого в принципе не могло быть написано 400 лет назад». Незалежно від нього дали свої висновки інші, що підтвердили неможливість створення композицій ні в XVI, ні в XVII столітті.
Ноти лютневих композицій, які виконував В. Ф. Вавілов, відсутні в будь-яких архівах і музичних бібліотеках. Розпити родичів і тих, хто близько знав музиканта, довели, що автором цих творів був сам Володимир Вавілов. Так стало відомо про ще одну грандіозну містифікацію в галузі музики XX століття, коли сучасники і обставини дозволили створити неперевершеній творчій особистості ще одну дивну загадку.

## Дискографія (російською)
- Лютневая музыка XVI—XVII веков (фирма Мелодия, 1970)
- Русская музыка для гитары (фирма Мелодия, 1985)